# Maximilien Vox
Pour les articles homonymes, voir Vox.
Maximilien Vox (né Samuel William Théodore Monod le 16 décembre 1894 à Condé-sur-Noireau et mort le 18 décembre 1974 à Lurs, où il est enterré) est un graveur, dessinateur, illustrateur, éditeur, journaliste, critique d'art, théoricien et historien de la lettre et de la typographie française.

## Biographie

### Généalogie
Il est le fils du pasteur Wilfred Monod et le frère du naturaliste Théodore Monod, membre de l’Académie des sciences. Marié à Éliane Poulain le 8 août 1917, Maximilien Vox a eu cinq fils :
- Flavien Monod (1920-1993), graphiste et parolier de chansons comme La Seine ou C’est à l’aube ;
- l'angliciste et traducteur Sylvère Monod, professeur à la Sorbonne (1921-2006) ;
- Blaise Monod, graphiste ;
- Martin Monod ;
- Richard Monod (1930-1989), personnalité reconnue du milieu théâtral.

### Carrière
Après avoir commencé comme caricaturiste et dessinateur dans la presse comme le périodique laïque Floréal ou le journal L’Humanité, Maximilien Vox entre dans la grande édition en dessinant les couvertures des publications de Bernard Grasset de 1924 à 1926, date à laquelle il occupe la direction artistique de Horizons de France chez Plon. Il embauche François-Martin Salvat qui le remplace ensuite chez Grasset.
En 1926, il dessine le logo de la collection de romans policiers Le Masque associant un masque noir et une plume, logo qui figure toujours sur chaque roman.
En 1927, il dessine les lettrines du Grand Larousse du XXe siècle, qui illustrent de A à Z l’histoire de l’écriture et de l’imprimerie.
Conseiller du Paris-Lyon-Méditerranée (PLM), il rédige son Standard typographique dès 1936, véritable manuel technique de ce que l’on appelle aujourd'hui la déclinaison (style typographique distinctif, familles de caractères dédiées, principes et directives de composition s’adaptant à tous les documents publics et administratifs), il donne de nombreux cours à l’École du Louvre, à l’École nationale supérieure des beaux-arts, et à la New York University.
En 1938, il dessine le logo pour la SNCF naissante - en s'inspirant de celui imaginé par Marcelle Hirtz et Paul Martial pour la première affiche publicitaire de la nouvelle compagnie - et harmonise graphiquement l’ensemble de ses documents. En 1939, il est nommé chef de service au commissariat général à l’Information confié à Jean Giraudoux par Édouard Daladier, où il devient l’adjoint de Julien Cain à l’édition, jusqu'en 1940. Il a alors une activité importante qui se concrétise surtout par l’édition de livres d’art à l’Union bibliophile de France, pour laquelle il crée notamment la collection "Brins de plume", dont deux séries paraîtront en 1944-45 ; de véritables petits bijoux de typographie.
À la fin de 1943, il est contacté par Pierre Guillain de Bénouville, qui fait partie du réseau Combat, afin de préparer la publication d'une revue clandestine. Claude Bourdet, Maurice Clavel et Albert Camus travaillent à ce projet qui s'intitule La Revue noire. Diverses péripéties retardent la publication du premier et unique numéro qui ne sortira qu'après la Libération.
En 1944, il est nommé administrateur des éditions Denoël et y anime la « Collection Vox ». Puis il fonde la revue professionnelle Caractère et s’occupe personnellement de la réalisation d’un annuaire Caractère Noël rassemblant toutes les nouveautés typographiques, techniques et graphiques de 1951 à 1964.
En 1952, avec Jean Garcia, Jean Giono, Lucien Jacques, Robert Ranc, il fonde à Lurs un centre de rencontres les Rencontres internationales de Lure, où se réunissent en congrès tous les ans les spécialistes du monde entier de la lettre, de l’imprimerie et du livre.
Rédigés au début des années 1970, ses mémoires ont d’abord été publiés par fragments dans la revue Communication & Langages,,, puis sous forme de citations dans le Dossier Vox. C’est finalement en 2025 qu’ils ont été publiés en intégralité par les éditions L’échappée. Ils constituent une source importante pour la connaissance de l’histoire du monde de l’édition et de l'imprimé, et de ceux qui l'ont fait vivre des années 1920 à 1970.
Fin dessinateur et graveur, Maximilien Vox fut un auteur toujours innovant de concepts et objets publicitaires, le directeur de revues et l’auteur d’articles historiques sur l’ensemble des métiers du livre, le créateur de collections bibliographiques soignées et toujours en tirage limité.

### Un spécialiste mondialement reconnu de la typographie
Maximilien Vox demeure vivant et connu dans le monde de la typographie par son modèle pédagogique de reconnaissance et d’identification des caractères et des lettres qui reste aujourd’hui encore le seul agréé par l’Association typographique internationale (ATypI).
En effet, il crée, en 1954, ce qui deviendra la classification des caractères typographiques Vox-AtypI adoptée par la commission de l’ATypI en 1962.
- Principes de la classification typographique. La classification Vox proprement dite regroupe neuf familles fondamentales : les humanes, les garaldes, les réales, les didones, les mécanes, les linéales, les incises, les scriptes et les manuaires, où se rangent les polices. Ces familles définissent à leur tour des « types de transition ». L’ATypI a ajouté à ces neuf familles deux catégories : les fractures, où l’on retrouve tous les caractères gothiques, très utilisés en Allemagne, et les non-latines (hébreu, arabe, chinois, russe, etc.)[12]

Comme l'écrit Maximilien Vox : « Chacune de ces familles correspond à la fois à un style graphique, à un moment de l’histoire, à un fait intellectuel. »

### L'historien de Napoléon
Grand amateur et connaisseur du personnage de Napoléon Ier, Maximilien Vox présente et annote en 1943 la Correspondance de Napoléon, six cents lettres de travail (1806-1810) et écrit le premier Napoléon publié, en 1959, dans la collection Microcosme-Le temps qui court, aux éditions du Seuil.

### Distinctions et hommages
Le lycée professionnel et technologique du livre et des arts graphiques Maximilien-Vox, 5 rue Madame (6e arrondissement de Paris), dispense des formations consacrées aux arts appliqués et aux industries graphiques.
En hommage à Maximilien Vox, un timbre édité par La Poste a été dessiné et gravé par Louis Boursier, et a été vendu en avant-première les 17 et 18 octobre 2015 à Condé-sur-Noireau, la ville natale de Vox, et à la boutique Le Carré d'encre, à Paris. Dès le 20 octobre ; il sera vendu dans certains bureaux de poste et sur Internet, pour une valeur faciale de 1,10 €.
Vox reçoit le prix Blumenthal section Art Déco en 1926 (pour ses couvertures chez Grasset), et le Prix Saintour de l’Académie française en 1944 pour l'édition de la Correspondance de Napoléon.

## Publications
Il est l’auteur, le préfacier, le traducteur et l’illustrateur de nombreux ouvrages :
- L’Homme éternel (The everlasting man) de G. K. Chesterton, traduit de l'anglais par Maximilien Vox, Paris, 1927.
- Les Auto-circuits nord-africains, ou le Beau voyage aux païs barbaresques de Mons. de Valcourt, texte de Maximilien Vox, illustré par Albert Uriet, Paris, le Service typographique, 1929.
- Sur les pas de Salavin avec Berthold Mahn, Maximilien Vox, Union latine d'éditions, 1954.
- Défense & illustration de la lettre, Maximilien Vox, Paris (85, avenue Denfert-Rochereau) : S. A. Monotype, 1955.
- Maximilien Vox... Petit testament d'un typographe, Lurs-en-Provence, éditions du Jardin de Candide, 1959 ; réédité à Bruxelles par impr. W. Godenne en supplément à Graphie, n° 4, 1961.
- Faisons le point : cent alphabets de base pour servir à l'étude de la typographie du demi-siècle, Maximilien Vox, Paris, Union bibliophile de France, 1963.
- Napoléon, Maximilien Vox, Paris, Éd. du Seuil, 1966.
- Napoléon, Maximilien Vox, Paris, Éd. du Seuil, 1969.
- Dossier Vox, préparé par Fernand Baudin, Andenne, Éd. R. Magermans, Belgique, 1975.
- Les Vœux du graphisme français et l'annual des arts de l'imprimé, conception et présentation de Maximilien Vox, réalisation technique de Blaise Monod, Paris, Éd. Emmanuel Ollive, 1961.
- Énigmes du temps passé I, La Mort de Maurice de Saxe. La Moresse de Moret. La Piété filiale de Mlle de Sombreuil. L'Acte de décès de Louis XVII. Vers la tombe d'Elvire, Louis Hastier, préface de Maximilien Vox, Paris, Éd. R. Julliard, 1944.